# Actinium(III)bromide
Actinium(III)bromide is een radioactief, wit kristallijn zout van actinium en broom. Het wordt bereid in een reactie tussen actinium(III)oxide en aluminiumbromide.

## Reacties
Bij  500°C reageert het in een mengsel van ammoniak en water tot actiniumoxybromide.